# Reserva Biológica do Tapirapé
A Reserva Biológica do Tapirapé é uma unidade de conservação brasileira localizada no município de Marabá. Sua área total é de 103.000 ha com um perímetro de 268 Km. A topograficamente local é elevada, com variações entre 200 a 700 metros de altitude. É caracterizada pelo bioma da floresta úmida amazônica. Além disso, abriga espécies ameaçadas de extinção, como a jaguatirica e a onça pintada.